# Ctenocolletes fulvescens
Ctenocolletes fulvescens är en biart som beskrevs av Houston 1983. Ctenocolletes fulvescens ingår i släktet Ctenocolletes och familjen Stenotritidae. Inga underarter finns listade i Catalogue of Life.

## Bildgalleri

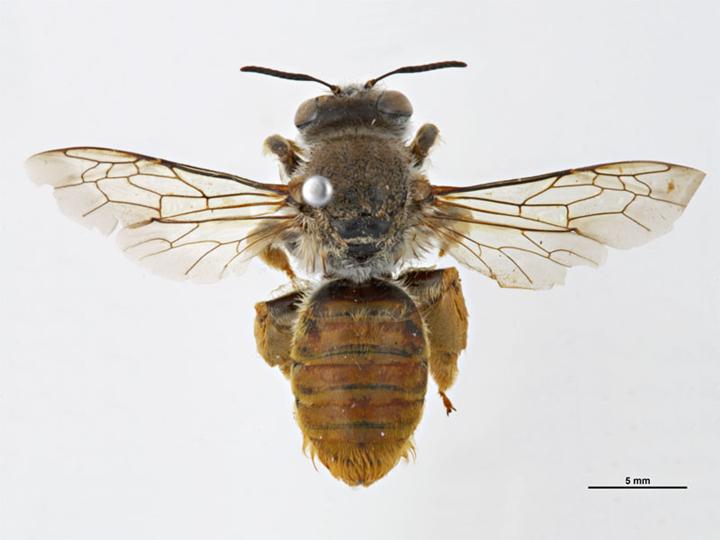
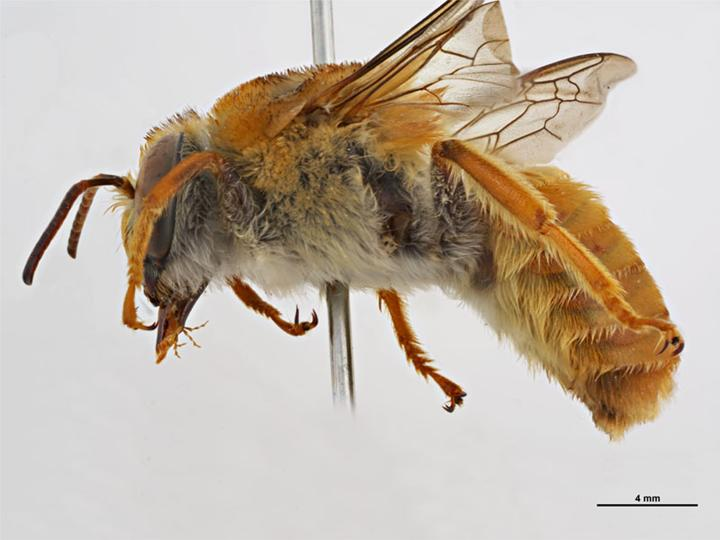